# Ayuda estatal (Unión Europea)
Ayuda estatal en la Unión Europea es el nombre del apoyo que presta una autoridad pública (nacional, regional o local) a determinadas empresas o producciones por medio de recursos públicos.. En el derecho de competencia de la Unión Europea el término tiene un significado legal, siendo cualquier medida que demuestre alguna de las características del artículo 107 del Tratado de Funcionamiento de la Unión Europea, en el sentido de que si falsea la competencia o el libre mercado, se clasifica por el Unión Europea como ayuda estatal ilegal.  Las medidas que entran dentro de la definición de ayuda estatal se consideran ilegales a menos que se establezcan en virtud de una exención o sean notificadas por la Comisión Europea . En 2019, los Estados miembros de la UE proporcionaron ayuda estatal correspondiente al 0,81% del PIB del bloque.

## Política de la UE sobre ayudas estatales
El Tratado de Funcionamiento de la Unión Europea (art. 107, párr. 1) dice:
“Salvo que los Tratados dispongan otra cosa, serán incompatibles con el mercado interior, en la medida en que afecten a los intercambios comerciales entre Estados miembros, las ayudas otorgadas por los Estados o mediante fondos estatales, bajo cualquier forma, que falseen o amenacen falsear la competencia, favoreciendo a determinadas empresas o producciones.".
Establece las características de una "ayuda de Estado" y establece que la concesión de una ayuda de Estado será ilegal a menos que sea compatible con el mercado común, lo que se consigue mediante la aplicación de una exención por categorías o mediante notificación..
Deben estar presentes cinco criterios acumulativos para que exista una "ayuda estatal":
1. "el uso de los recursos del estado"
2. "la medida debe conferir una ventaja a una determinada empresa"
3. "la ventaja debe ser selectiva"
4. "la medida debe falsear la competencia"
5. "afectar el comercio entre los estados miembros".

Casi todas las ayudas estatales se conceden en el marco de exenciones por categorías. Por ejemplo, el 96 % de la ayuda estatal se concede en virtud del Reglamento general de exención por categorías. Los estados pueden otorgar ayuda estatal a través de una notificación de la DG Competencia de la Comisión Europea, bajo pautas como las Directrices de ayuda regional (RAG), las Directrices de ayuda climática, energética y ambiental (CEEAG), las Directrices de financiación de riesgo (RFG) y la Investigación, Marco de Desarrollo e Innovación (I+D+i),.

## Historia
La ayuda estatal se introdujo formalmente en el derecho estatutario de la Unión Europea mediante el Tratado de Roma, que clasificó la ayuda estatal como cualquier intervención estatal que distorsionara la ley de competencia. La definición fue actualizada posteriormente por el Tratado de Funcionamiento de la Unión Europea en 2007. Afirmó que cualquier ayuda otorgada a una empresa por un estado dentro de la UE generalmente sería incompatible con el Mercado Común de la UE. Dentro de la nueva ley bajo el tratado, el primer capítulo del mismo define lo que no se permite hacer con ayuda estatal y el segundo capítulo define las acciones que se pueden hacer dentro de los límites legales. 1. Salvo disposición en contrario de los Tratados, toda ayuda concedida por un Estado miembro o a través de fondos estatales en cualquier forma que falsee o amenace falsear la competencia favoreciendo a determinadas empresas o a determinadas producciones, en la medida en que afecte al comercio entre Estados miembros, ser incompatible con el mercado interior. 
La intención de esto era que para evitar favorecer a una determinada empresa o grupo comercial, un estado miembro de la UE no debería brindar apoyo mediante ayuda financiera, tasas impositivas más bajas u otras formas a una parte que realiza negocios comerciales normales. Por ejemplo, la UE consideraría ayuda estatal ilegal si un gobierno se hiciera cargo de una empresa no rentable con la única intención de mantenerla funcionando con pérdidas. Sin embargo, la ayuda estatal puede ser aprobada por la Comisión Europea en circunstancias individuales. sino la ayuda reclamada por la UE si incumple el tratado.
Hay exenciones específicas a las disposiciones del tratado con respecto a la ayuda estatal. Las ayudas estatales pueden concederse a entidades benéficas o "para promover la cultura y la conservación del patrimonio". El tratado también establecía que la ayuda otorgada en respuesta a desastres naturales sería legal. Se otorgó una exención para permitir que Alemania proporcionara ayuda siempre que la ayuda se utilizara en relación con la promoción del desarrollo en las antiguas ubicaciones de Alemania Oriental afectadas por la división de Alemania después de la pérdida de Alemania en la Segunda Guerra Mundial .

### Marco temporal durante el brote de COVID-19
Para permitir que los Estados miembros respondiesen rápidamente al brote de COVID-19, el 20 de marzo de 2020, la Comisión Europea emitió un marco temporal para las medidas de ayuda estatal que permite a los Estados miembros más flexibilidad para proporcionar ayuda financiera directa y préstamos más allá de lo posibilidades existentes del artículo 107. Originalmente, las medidas expiraban el 31 de diciembre de 2020. Las medidas específicamente permitidas para:
- Subvenciones directas, anticipos o ventajas fiscales con determinados límites máximos
- Garantías sobre préstamos
- Tipos de interés subvencionados
- Canal de garantías y préstamos a través de bancos
- Seguro de crédito a la exportación a corto plazo

El marco se prorrogó por otro año el 28 de enero de 2021 y se amplió para duplicar los límites máximos de ayuda directa, conversión de préstamos en subvenciones y la suspensión de la lista de países con "riesgo negociable" para crédito a la exportación a corto plazo. El 18 de noviembre de 2021, la UE anunció que extendería las medidas por otros seis meses, introduciendo también incentivos a la inversión y medidas de apoyo a la solvencia. En mayo de 2022, la UE anunció que el marco no se renovaría más allá de la fecha de vencimiento del 30 de junio de 2022, aunque permitió la reestructuración de préstamos en subvenciones directas hasta el 30 de junio de 2023. La UE estima que se concedieron un total de 3,2 billones de euros de ayuda estatal a través del marco temporal.